# Blitzsynchronisation

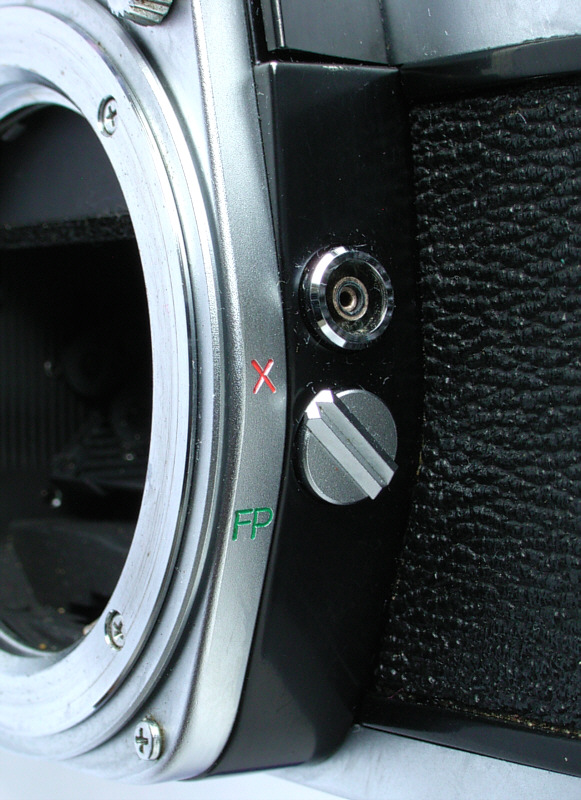
Zwischen FP- und X-Synchronisierung umschaltbarer Blitzanschluss einer Spiegelreflexkamera

Als Blitzsynchronisation oder Synchronblitz wird das automatische Synchronisieren des Zündens eines Blitzgeräts mit dem Ablauf des Verschlusses bezeichnet. Sie gewährleistet, dass der Verschluss während der Leuchtdauer des Blitzes das volle Filmfenster aufdeckt.

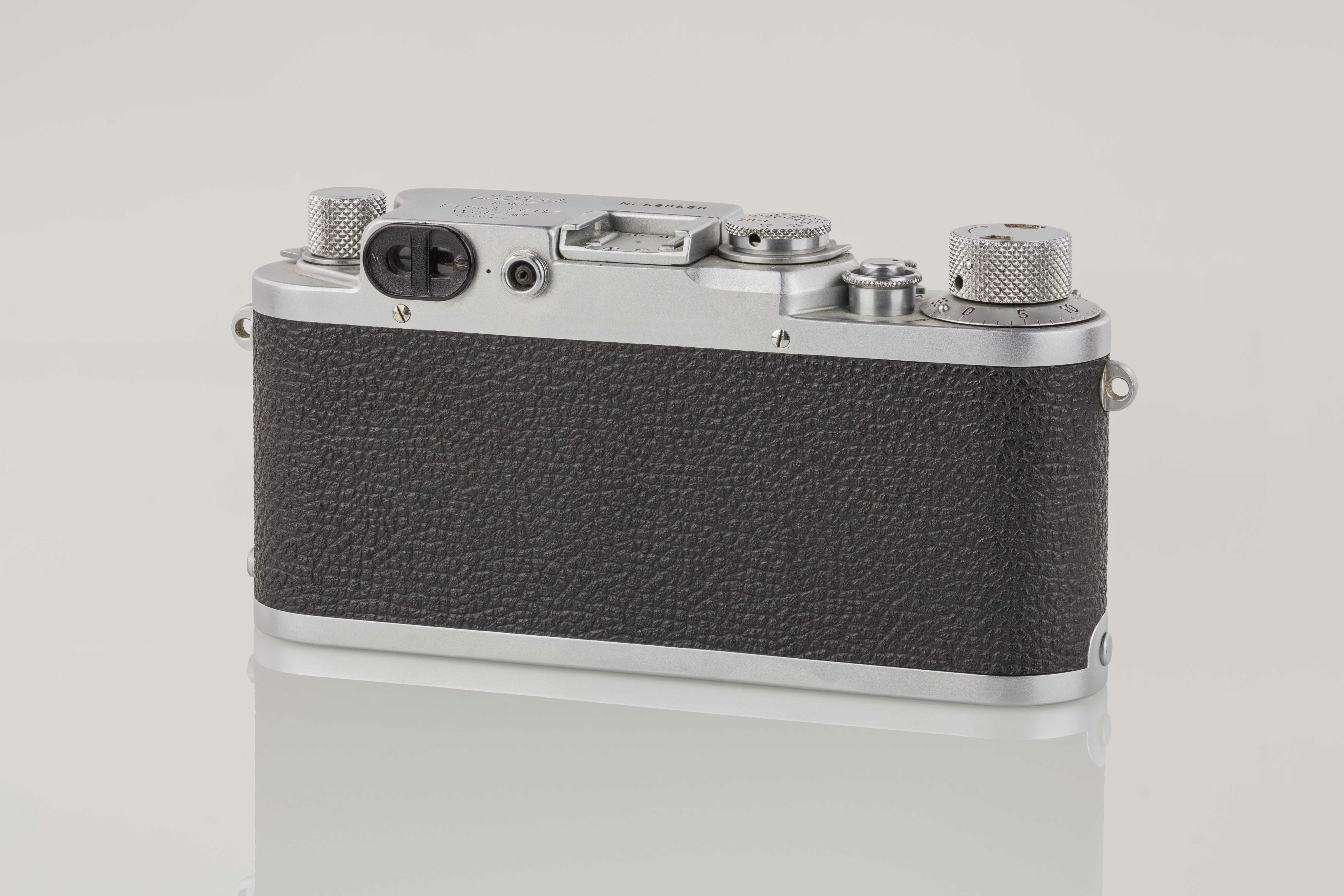
Leica IIIf-Kleinbildkamera (1951) mit Blitzanschluss zur drahtgebundenen Blitzsynchronisation (rechts neben dem eingebauten Sucher)

## Methoden
Es werden drei unterschiedliche Methoden der Blitzsynchronisation unterschieden.
- M-Synchronisation
- X-Synchronisation
- FP-Synchronisation

Diese Unterscheidung ist unabhängig von der eingesetzten Übertragungsart für das Signal. Es handelt sich lediglich um Bezeichnungen für vereinheitlichte Abläufe und technische Voraussetzungen oder Gegebenheiten. Sie werden sowohl drahtgebunden als auch drahtlos eingesetzt.

## Anwendung
Es bestehen per Definition keine Abhängigkeiten zu speziellen Kontakten oder Buchsen. Die Hersteller der Kameras implementieren diese Methoden aus verschiedenen Gründen nur zum Teil in ihre Geräte oder bieten sie nur in bestimmten Preisklassen an.
Moderne Systemblitzgeräte der verbreiteten Kamerasysteme vereinfachen die Blitzlichtfotografie durch zahlreiche Automatismen und Erweiterungen wie drahtlose Blitzfernsteuerung, Synchronisation auf den zweiten Verschlussvorhang und stroboskopisches Blitzen. Es ist möglich, Verschlusszeiten zu verwenden, die weit kürzer als die Blitzsynchronzeit sind. Durch diese extrem kurzen Synchronzeiten wird ein Aufhellblitzen in nahezu jeder Situation möglich.
Wird die Synchronbuchse zum Anschluss von Studio- oder Spezialblitzgeräten verwendet, können keinerlei automatische Funktionen von Systemblitzgeräten genutzt werden, da diese keine Übertragung zusätzlicher Steuerinformationen zulässt. Die FP-Synchronisation kann in diesem Fall auch nicht verwendet werden. Durch den Einsatz von speziellen Adaptern für den Zubehörschuh oder die drahtlose Steuerung mit speziellen Masterblitzgeräten beziehungsweise dedizierten Sendern wird dieses Problem gelöst.

## Synchronzeit

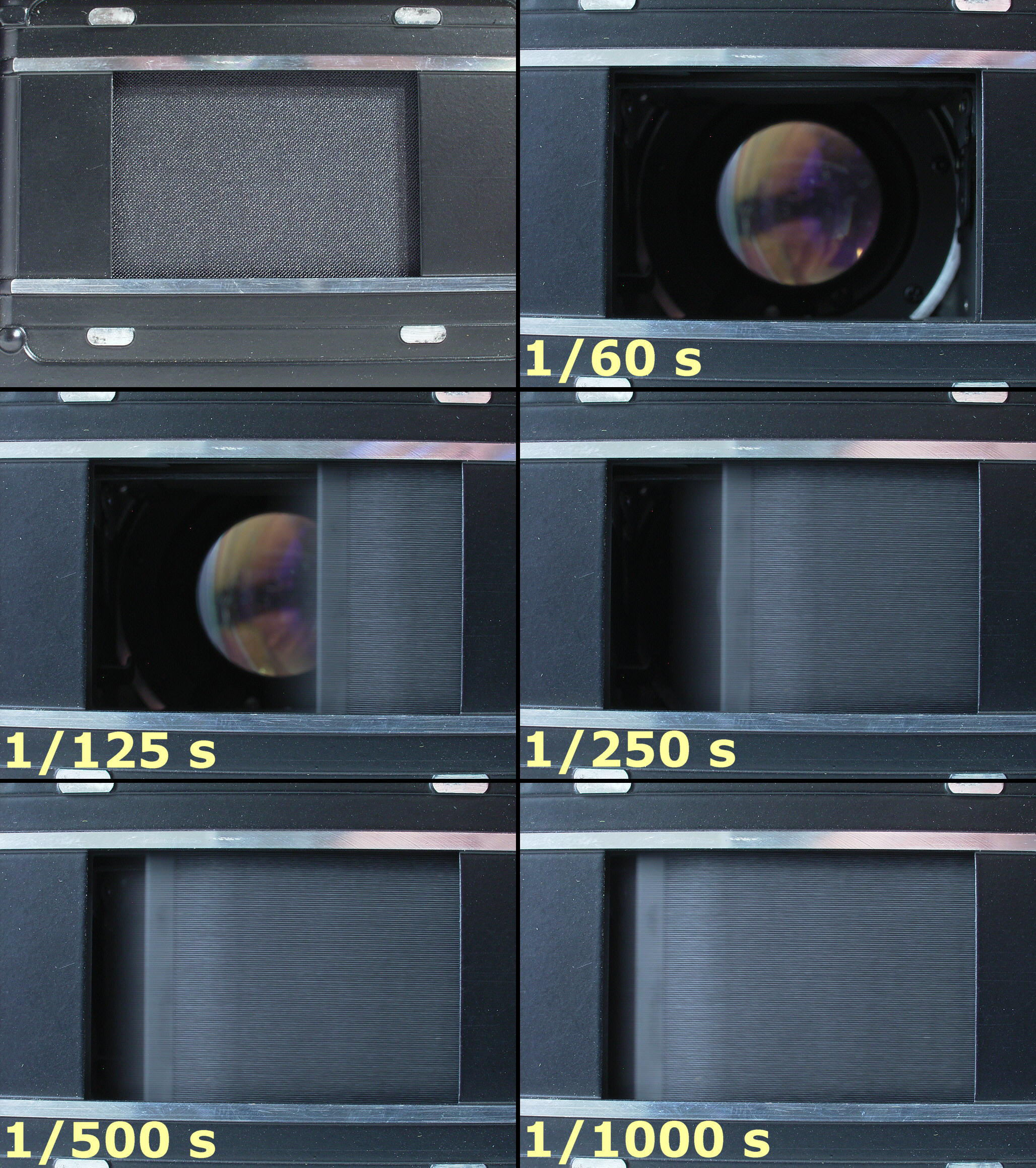
Breite des Belichtungsfensters bei einer Kamera mit einer kürzesten Synchronzeit von 1/60s.

Die Blitzsynchronzeit ist die kürzeste wählbare Belichtungszeit. Die Blitzauslösung ist mit dem Verschluss derart synchronisiert, dass jener vollständig geöffnet ist, bevor der Blitz beginnt.
Mit einem Schlitzverschluss können wesentlich kürzere Belichtungszeiten realisiert werden, als sich dessen Vorhänge bewegen können – erst ab einer bestimmten minimalen, konstruktionsabhängigen Verschlusszeit liegt der Fall vor, dass der erste Vorhang vollständig geöffnet ist, bevor der zweite schließt (Offenzeit) – nur diese oder längere Verschlusszeiten sind zur Verwendung mit einem Blitz geeignet.

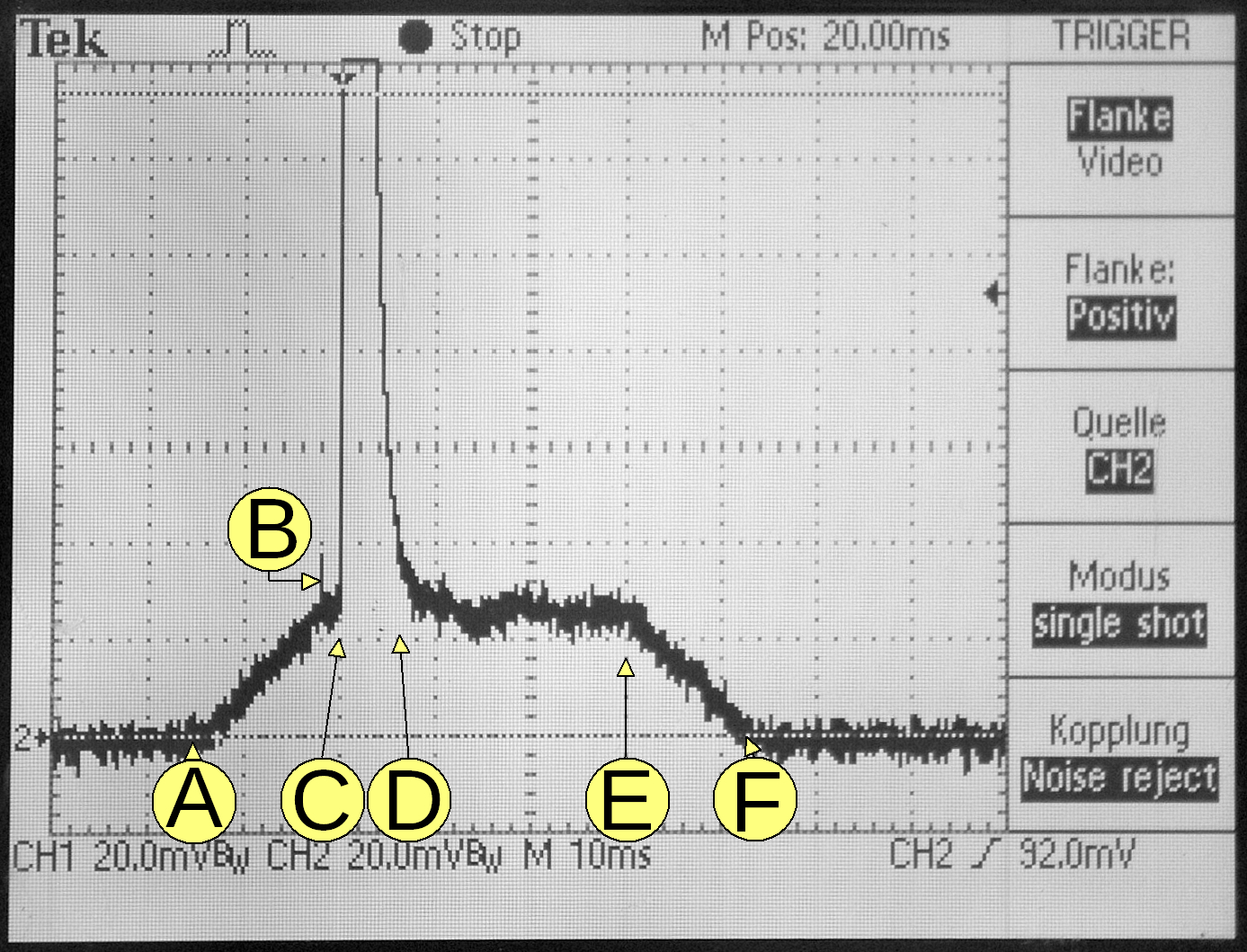
Belichtungsverlauf bei einem Schlitzverschluss mit X-Synchronisation.
- A: Erster Verschlussvorhang öffnet
- B: Steuerimpuls X-Sync-Kontakt
- C: Blitz zündet
- D: Blitz verlöscht (deutlich langsamer)
- E: Zweiter Verschlussvorhang startet
- F: Verschluss wieder geschlossen.

Typische Blitzsynchronzeiten heutiger Kleinbildkameras mit Schlitzverschluss sind 1/60, 1/125, 1/180 oder 1/250 Sekunde; in diesem Bereich liegen auch die meisten kompakten Digitalkameras.
Moderne Spiegelreflexkameras haben typische Blitzsynchronzeiten zwischen 1/160 s und 1/320 s. Diese Zeit (3,2 bis 5,5 ms) umfasst die Zeit, in der die Vorhänge vollständig geöffnet sind, plus die Bewegungszeit der Vorhänge. Das mögliche Zeitfenster der Auslösung und des Leuchtens des zum Beispiel 1 ms währenden Blitzes ist somit geringer. Die schnellsten handelsüblichen digitalen Spiegelreflexkameras erlauben Blitzsynchronzeiten von 1/500 Sekunde. Auch einige kompakte Digitalkameras haben derart kurze Synchronzeiten.
Bei Mittelformatkameras mit Schlitzverschlüssen liegt die Blitzsynchronzeit aufgrund des größeren Verschlussvorhanges meist bei 1/60 Sekunde oder länger. Viele Mittelformatkameras verwenden jedoch einen Zentralverschluss (z. B. die meisten Produkte der Firma Hasselblad) und ermöglichen daher sehr kurze Synchronzeiten von 1/500 bis zu 1/2000 Sekunde.
Bei der X-Synchronisation liegt die Blitzsynchronzeit zwischen 1/60 s und 1/300 s bei Kameras mit Schlitzverschluss im Kleinbildformat, bis 1/500 s bei einigen Digitalkameras mit kleinerem Sensor. Diese Werte sind vom Aufbau des Verschlusses und der Bauform des Fotoapparates abhängig. Die kürzeste Blitzsynchronzeit, die mit Blitzbirnen erreicht werden kann, liegt zwischen 1/30 s und 1/60 s.
Bei lang brennenden Studioblitzen (~3 ms) sind diese Verschlusszeiten daher häufig zu kurz und müssen manuell verlängert werden.

## M-Synchronisation
Das M steht in diesem Fall für 'medium time', bei dieser Art der Synchronisation wird der Blitz bereits ausgelöst, noch bevor der Verschluss vollständig geöffnet ist. Da der chemische Prozess der Verbrennung erst in Gang kommen muss, wird so gewährleistet, dass der Verschluss des Fotoapparates vollständig geöffnet ist, wenn die maximale Helligkeit des Glaskolbenblitzes erreicht wird. Dies ist die Voraussetzung zum Blitzen mit Zentralverschlüssen bei Belichtungszeiten kürzer als 1/30 Sekunde, wenn man Blitzgeräte mit Blitzlichtbirnen verwendet.

## X-Synchronisation
Das X im Namen bezieht sich auf das Edelgas Xenon, das in den Elektronenblitzröhren zum Einsatz kommt. Der Blitz wird erst nach Öffnen des Verschlusses gezündet.
Im Normalfall wird die X-Synchronisation über den Mittenkontakt im Zubehörschuh des Fotoapparates übertragen. Für Anwendungen im Fotostudio können über einen Extraanschluss auch weiter entfernt stehende Blitze angesteuert werden. Ältere Kameras mit zusätzlicher FP-Synchronisation weisen entweder einen Umschalter für die Synchronisationsart auf oder aber getrennte Anschlussbuchsen.

## FP-Synchronisation/Kurzzeitsynchronisation
Die Kurzzeitsynchronisation oder High-Speed-Synchronisation (HSS) wurde entwickelt, um die Blitzlichtfotografie mit Belichtungszeiten zu ermöglichen, die kürzer sind als die Blitzsynchronzeit. Diese Betriebsart wird teilweise auch als (Super)FP-Modus oder FP-Mode bezeichnet, wobei FP aus dem Englischen kommt und für focal-plane shutter (Schlitzverschluss) steht. Diese Synchronisation ist auf langsam brennende, mit weitgehend gleichbleibender Lichtleistung abbrennende Blitzlämpchen wie zum Beispiel Sylvania M3 (WZ) abgestimmt. Die gleich aussehende M2 desselben Herstellers ist ungeeignet, da sie schneller und nicht gleichmäßig abbrennt.

### Die Technik
Bei Verschlusszeiten unterhalb der  Blitzsynchronzeit ist der Schlitzverschluss zu keinem Zeitpunkt vollständig geöffnet. Da die Blitzzeit erheblich kürzer ist als die Verschlusszeit, käme es auf dem freigegebenen Bereich des Mediums zu einer Teilbelichtung. Durch die Abgabe mehrerer Blitze in Folge (Stroboskopeffekt) oder durch eine verlängerte Abgabe eines Einzelblitzes während der gesamten Verschlusszeit erfolgt eine gleichmäßige Blitzausleuchtung des gesamten Mediums. Beide Methoden haben jedoch eine erhebliche Verringerung der Blitzleistung zur Folge, weil der Blitz mehrmals oder über einen längeren Zeitraum gezündet werden muss und ein Großteil seiner Leistung vom Verschlussvorhang blockiert wird. Zudem kann es bei hinreichend schnell bewegten Motiven hierbei zum Rolling-Shutter-Effekt kommen.
Die meisten Kamerahersteller realisieren diese Blitzbetriebsart mit dem Stroboskop-Blitz. Olympus verwendet bei seinem digitalen E-System zum Teil den verlängerten Einzelblitz. Dadurch werden schnelle Bewegungen durch einen dem Bewegungsablauf entsprechenden Wischeffekt abgebildet, während durch den Stroboskop-Effekt der Bewegungsablauf eingefroren erscheint. Der Einzelblitz ermöglicht dadurch ein dynamischer wirkendes Foto. Beim Stroboskop-Blitz kann es vorkommen, dass bei ungünstigen Überschneidungen zwischen den Belichtungs- und Bewegungsabschnitten Teilbewegungen nicht vollständig abgebildet werden. Bei beiden Techniken werden die Bewegungen entsprechend den Belichtungsabschnitten zeitlich leicht versetzt dargestellt.

### Anwendungen
Durch die Verkürzung der Verschlusszeit kann die Blende weiter geöffnet werden. Dadurch ist auch bei der Blitzlichtfotografie eine gezieltere Beeinflussung der Schärfentiefe möglich.
Geeignet ist die Kurzzeitsynchronisation außerdem zur Motivaufhellung bei sehr hellem Umgebungs- oder bei Gegenlicht. Dabei verhindert eine kurze Verschlusszeit eine Überbelichtung der Umgebung. In der Outdoor-Fotografie findet die Verkürzung der Verschlusszeit bei actiongeladenen Motiven Anwendung und unterstützt dabei, schnelle Bewegungen einzufrieren.
Bedingt durch die bereits erwähnte Verringerung der Blitzleistung eignet sich die Kurzzeitsynchronisation nicht für weit entfernte Motive.

## Probleme

### Schnell bewegte Objekte bei starkem Umgebungslicht
Unabhängig von der Abbrenndauer des Blitzes erfolgt für die Dauer der Blitzsynchronzeit eine Belichtung des Sensors bzw. des Films durch das Umgebungslicht. Dies verursacht, wenn es hinreichend stark ist, Bewegungsunschärfen und Geisterbilder.
Reduzieren kann man diese bis zu einem gewissen Grad durch Abblenden oder geringere ISO-Zahl oder Nutzen der vollen Blitzleistung.

### Aufhellblitz bei großer Blende und starkem Umgebungslicht
Die Umgebungshelligkeit allein würde möglicherweise schon eine geringere Belichtungszeit als die Blitzsynchronzeit erfordern.
In diesen Fällen kommt es zu Überbelichtungen bei Einsatz eines Aufhellblitzes. Primäre Ursache ist nicht der Blitz, sondern das
Umgebungslicht.
Reduzieren lässt sich dieser Effekt durch
- Graufilter
- Einsatz von lang abbrennenden Blitzen, die wieder kurze Belichtungszeiten erlauben (HSS-Blitz).

Beide führen zu einer (deutlichen) Reduzierung der effektiven Blitzleistung, erlauben aber das Fotografieren mit großer Blende bei viel Fremdlicht und Blitzeinsatz.

### Schlechte Blitzlichtausnutzung
Für eine gleichmäßige Belichtung des Mediums (Film, Bildsensor) muss eine der beiden Forderungen erfüllt sein:
- TBlitz + TVorhang < TBelichtung
- TBlitz − TVorhang > TBelichtung

Normalerweise wird die erste Bedingung (Offenzeit) benutzt, bei der 100 % der Blitzlichtmenge genutzt werden können, wenn die Kameraöffnung in etwa der Öffnung des Blitzlichtkegels entspricht. Bei der Benutzung von Teleobjektiven bzw. langen Brennweiten eines Varioobjektives ist das nicht der Fall.

Bei HSS wird die zweite Bedingung benutzt, bei der nur der Teil TBelichtung/TBlitz des Lichtes genutzt werden kann (bei 1/8000 s können das lediglich 2 bis 3 % sein).
Oft wird die direkte Beleuchtung durch den Blitz aus (nahezu) Kamerarichtung als ungeeignet empfunden: Es entstehen scharfe Schatten, und bei Porträts tritt die Plastizität des Gesichtes übertrieben hervor. Mitunter wird dann der Blitz gegen die (helle) Decke eines Raumes gerichtet, oder es werden (im Studio) Streuschirme verwendet. Dadurch wird eine gleichmäßigere Ausleuchtung erreicht, es geht jedoch Licht verloren, und die Leitzahl muss angepasst werden. Diese Korrektur kann bei TTL entfallen.

### Abschattungen

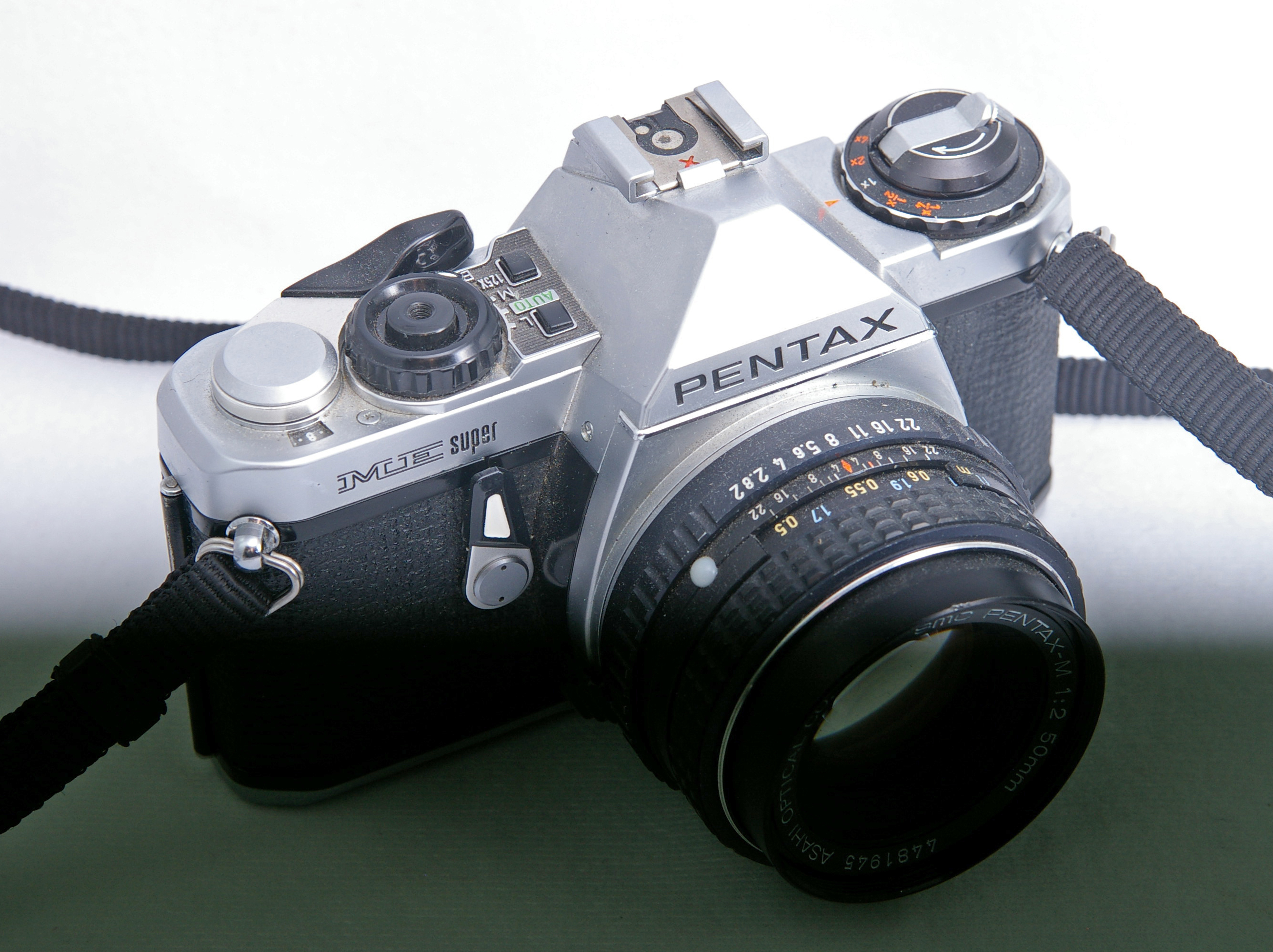
Eine fehlerhafte Synchronisation oder eine zu kurz gewählte Verschlusszeit führt bei Blitzaufnahmen mit Kameras mit Schlitzverschluss zu Abschattungen

Fehlbelichtungen können vorkommen, wenn der Verschluss zu spät öffnet oder zu früh schließt, sodass zum Blitzzeitpunkt ein Teil des Films bzw. Bildsensors vom Verschluss abgeschattet wird. Hersteller von Kameras mit Schlitzverschlüssen geben meist diese kürzest mögliche Verschlusszeit an, mit der eine korrekte Belichtung durch ein Blitzgerät noch möglich ist. Fehlbelichtungen werden verhindert, wenn die Kameraverschlusszeit gleich oder länger ist als die Blitzsynchronzeit. Viele moderne Kameras verhindern aber ohnehin das Einstellen einer zu kurzen Verschlusszeit, wenn ein Blitz aktiviert ist.